# MTV Video Music Awards 2017
Die MTV Video Music Awards 2017 fanden am 27. August 2017 im Forum von Inglewood in Kalifornien statt. Es waren die 34. MTV Video Music Awards. Achtmal war der Rapper Kendrick Lamar nominiert, mit sechs Auszeichnungen war er der erfolgreichste Interpret des Abends. Die Auszeichnung für das Video des Jahres und fünf weitere Video-Preise bezogen sich alle auf seinen Song Humble. Als Künstler des Jahres wurde Ed Sheeran ausgezeichnet.

## Auftritte
Moderiert wurde die Veranstaltung von der Sängerin Katy Perry. Außer ihr traten auf:
Vorprogramm
- Cardi B – Bodak Yellow
- Bleachers – Don’t Take the Money
- Khalid – Location / Young, Dumb & Broke

Hauptshow
- Kendrick Lamar – DNA / Humble
- Ed Sheeran – Shape of You
- Lil Uzi Vert – XO Tour Llif3
- Julia Michaels – Issues
- Shawn Mendes – There’s Nothing Holdin’ Me Back
- Lorde – Homemade Dynamite
- Fifth Harmony – Angel
- Gucci Mane – Down
- Miley Cyrus – Younger Now
- Demi Lovato – Sorry Not Sorry
- Pink mit einem Medley
- Kyle – iSpy
- James Arthur – Say You Won’t Let Go
- Alessia Cara – Scars to Your Beautiful
- Logic / Khalid / Alessia Cara – 1-800-273-8255
- Thirty Seconds to Mars – Walk on Water
- Travis Scott – Butterfly Effect
- Rod Stewart / DNCE – Da Ya Think I’m Sexy?
- Katy Perry / Nicki Minaj – Swish Swish

Aftershow
- Demi Lovato – Cool for the Summer

## Gewinner und Nominierungen
Die Nominierten wurden am 25. Juli 2017 bekanntgegeben bis auf den „Song des Sommers“, der erst ab 24. August in einer Internetabstimmung zur Wahl gestellt wurde. Es gab zwei Kategorien weniger als im Vorjahr und einige Änderungen. Es gab nur noch eine allgemeine Video-Kategorie, die getrennten Kategorien für männliche und weibliche Interpreten entfiel, dafür wurde ein „Künstler des Jahres“ ausgezeichnet. Die Langvideo-Auszeichnung entfiel ebenfalls. Neu war eine politische Auszeichnung mit dem Namen Best Fight Against the System („Kampf gegen das System“), die diesmal im Zeichen des Kampfs gegen den Rassismus anlässlich der Ausschreitungen in Charlottesville früher im Jahr standen. Die Mutter von Heather Heyer, die damals ums Leben kam, hielt eine Rede. Die Auszeichnung ging an sechs Interpreten gemeinsam.
Einen Sonderpreis für ihr Schaffen bekam die Sängerin Pink, den Michael Jackson Video Vanguard Award.

### Video of the Year
Kendrick Lamar – Humble
- Bruno Mars – 24k Magic
- Alessia Cara – Scars to Your Beautiful
- DJ Khaled (featuring Rihanna & Bryson Tiller) – Wild Thoughts
- The Weeknd – Reminder

### Artist of the Year
Ed Sheeran
- Ariana Grande
- Bruno Mars
- Kendrick Lamar
- Lorde
- The Weeknd

### Best New Artist
Khalid
- Julia Michaels
- Kodak Black
- Noah Cyrus
- SZA
- Young M.A

### Best Fight Against the System
alle Nominierten wurden ausgezeichnet
- Alessia Cara – Scars to Your Beautiful
- Logic (featuring Damian Lemar Hudson) – Black Spiderman
- The Hamilton Mixtape – Immigrants (We Get the Job Done)
- Big Sean – Light
- Taboo (featuring Shailene Woodley) – Stand Up / Stand n Rock #NoDAPL
- John Legend – Surefire

### Best Hip-Hop Video
Kendrick Lamar – Humble
- Big Sean – Bounce Back
- Chance the Rapper – Same Drugs
- DJ Khaled (featuring Justin Bieber, Quavo, Chance the Rapper & Lil Wayne) – I’m the One
- D.R.A.M. (featuring Lil Yachty) – Broccoli
- Migos (featuring Lil Uzi Vert) – Bad and Boujee

### Best Dance
Zedd & Alessia Cara – Stay
- Afrojack (featuring Ty Dolla Sign) – Gone
- Calvin Harris – My Way
- Kygo × Selena Gomez – It Ain’t Me
- Major Lazer (featuring Justin Bieber & Mø) – Cold Water

### Song of Summer
Lil Uzi Vert – XO Tour Llif3
- Luis Fonsi & Daddy Yankee (featuring Justin Bieber) – Despacito (Remix)
- Fifth Harmony (featuring Gucci Mane) – Down
- Camila Cabello (featuring Quavo) – OMG
- Ed Sheeran – Shape of You
- Demi Lovato – Sorry Not Sorry
- Shawn Mendes – There’s Nothing Holding Me Back
- DJ Khaled (featuring Rihanna & Bryson Tiller) – Wild Thoughts

### Best Pop Video
Fifth Harmony (featuring Gucci Mane) – Down
- Ed Sheeran – Shape of You
- Harry Styles – Sign of the Times
- Katy Perry (featuring Skip Marley) – Chained to the Rhythm
- Miley Cyrus – Malibu
- Shawn Mendes – Treat You Better

### Best Rock
Twenty One Pilots – Heavydirtysoul
- Fall Out Boy – Young and Menace
- Foo Fighters – Run
- Green Day – Bang Bang
- Coldplay – A Head Full of Dreams

### Best Choreography
Kanye West – Fade (Choreographen: Teyana Talor, Guapo, Matthew Pasterisa, Jae Blaze und Derek Watkins)
- Ariana Grande (featuring Nicki Minaj) – Side to Side (Choreographen: Brian Nicholson und Scott Nicholson)
- Kendrick Lamar – Humble (Choreograph: Dave Meyers)
- Sia  – The Greatest (Choreograph: Ryan Heffington)
- Fifth Harmony (featuring Gucci Mane) – Down (Choreograph: Sean Bankhead)

### Best Collaboration
Zayn & Taylor Swift – I Don’t Wanna Live Forever (Fifty Shades Darker)
- Calvin Harris featuring Pharrell Williams, Katy Perry & Big Sean – Feels
- Charlie Puth featuring Selena Gomez – We Don’t Talk Anymore
- D.R.A.M. featuring Lil Yachty – Broccoli
- DJ Khaled featuring Rihanna & Bryson Tiller – Wild Thoughts
- The Chainsmokers featuring Halsey – Closer

### Best Art Direction
Kendrick Lamar – Humble (Production Designer: Spencer Graves)
- Bruno Mars – 24k Magic (Production Designer: Alex Delgado)
- Katy Perry (featuring Migos) – Bon appétit (Production Designer: Natalie Groce)
- DJ Khaled (featuring Rihanna & Bryson Tiller) – Wild Thoughts (Production Designer: Damian Fyffe)
- The Weeknd – Reminder (Production Designer: Lamar C. Taylor, Kid Studio)

### Best Direction
Kendrick Lamar – Humble (Regie: Dave Meyers, The Little Homies)
- Alessia Cara – Scars to Your Beautiful (Regie: Aaron A)
- Bruno Mars – 24k Magic (Regie: Cameron Duddy, Bruno Mars)
- Katy Perry (featuring Skip Marley) – Chained to the Rhythm (Regie: Matthew Cullen)
- The Weeknd – Reminder (Regie: Glenn Michael)

### Best Editing
Young Thug – Wyclef Jean (Editors: Ryan Staake, Eric Degliomini)
- Future – Mask Off (Editor: Vinnie Hobbs)
- Lorde – Green Light (Editor: Nate Gross)
- The Chainsmokers featuring Halsey – Closer (Editorin: Jennifer Kennedy)
- The Weeknd – Reminder (Editor: Red Barbaza)

### Best Visual Effects
Kendrick Lamar – Humble (Spezialeffekte: Jonah Hall)
- A Tribe Called Quest – Dis Generation (Spezialeffekte: Brandon Hirzel)
- Kyle (featuring Lil Yachty) – iSpy (Spezialeffekte: Max Colt, Tomash Kuzmytskyi)
- Katy Perry (featuring Skip Marley) – Chained to the Rhythm (Spezialeffekte: MIRADA)
- Harry Styles – Sign of the Times (Spezialeffekte: Cédric Nivoliez)

### Best Cinematography
Kendrick Lamar – Humble (Kamera: Scott Cunningham)
- Imagine Dragons – Thunder (Kamera: Matthew Wise)
- Ed Sheeran – Castle on the Hill (Kamera: Steve Annis)
- DJ Shadow (featuring Run the Jewels) – Nobody Speak (Kamera: David Proctor)
- Halsey – Now or Never (Kamera: Kristof Brandl)